# Ištvan Išt Huzjan
Ištvan Išt Huzjan, slovenski slikar, * 1. junij 1981, Ljubljana.
Diplomiral je iz slikarstva na Akademiji lepih umetnosti (Accademia di Belle Arti) v Benetkah pri Carlu di Raccu. V času študija je bil prejemnik Štipednije Mesta Ljubljana. V letih 2008–2009 je bil rezident Rijksakademie van beeldende kunsten Državne akademije za vizualne umetnosti v Amsterdamu. Njegovo delo na akademiji so v letu 2008 podprli Mesto Ljubljana, Stichting Kees Verwey, g. in ga. de Bruin-Heijn ter Rotary klub Ljubljana.

## (Izbrane) samostojne razstave:
2008: Galerija Ganes Pratt, Ljubljana, SI, »No Means No«; Državna akademija za vizualne umetnosti, Amsterdam, NL, »Don't forgget anything!«, s Tudor Bratu; Galerija Meduza, Koper, SI, »Jaz sem tisti«; Galerija Ganes Pratt, Ljubljana, SI, »Ištvan Išt Huzjan«;
2007: Galerija Ganes Pratt, Ljubljana, SI, »Preview/Review«; Muzej sodobne umetnosti v Vojvodini, Novi Sad, RS, »Duty of memory beyond splendour of oblivion«, z Arno Hadžialjević; Galerija Domžale, SI, »Huzjan«, z Zdenkom Huzjanom;
2006: Galerija Ganes Pratt, Ljubljana, SI, »The Big Blue«; Galerija Korotan, Wien/Dunaj, AT, »Drevesna veja«;
2005: Galleria A+A, Venezia, IT, »Zatišje/The calm«;
2004: Finžgarjeva Galerija, Ljubljana, SI, »A lot of silence«;
2003: Galleria A+A, Venezia/Benetke, IT, »Pro-to-type«, z Bojanom Fajfrićem.

## Založniška dejavnost
Leta 2006 je ustanovil založbo za vizualno knjigo oziroma knjigo umetnika »21st Century Books«. V založbi so dosedaj izšle knjige umetnika:
2008: »Od smrti do rojstva/From deth to birth«, Ištvan Išt Huzjan; »Ne pomeni ne / No Means No«, Ištvan Išt Huzjan;
2007: »A Short Story About the Beginning of the Word«, Ištvan Išt Huzjan;
2006: »Das Buch«, Ištvan Išt Huzjan.

## Filmi in Videi
2004: »Suicide«, video predstavljen na Short Film Festival Vicenza, IT;
2003: videospot za pesem »Beat Beat« za Projekt Mesto.

## Ostala umetniška dejavnost
2006: Šentjakobsko gledališče, Ljubljana, SI, »Kaj ti je deklica«, scenografija;
2005: KUD France Prešeren, Ljubljana, SI, »Nesporazum«, scenografija;
2004: Oblikovanje podobe zgoščenke za Projekt Mesto;
2003: Kulturno društvo B51, Ljubljana, SI, celostna grafična podoba za Festival Kluže; 2002: oblikovanje pesniške zbirke »Mesto«, avtorja Gala Gjurina, založba Mondena.
1. ↑  RKDartists
2. 1 2 3  The Fine Art Archive
3. 1 2  https://rijksakademie.nl/nl/alumni/istvan-ist-huzjan